# Dębogórze (wzniesienie)
Dębogórze – wzniesienia o wysokości 140,6 m n.p.m. na pograniczu Wysoczyzny Łobeskiej i Równiny Białogardzkiej, położone w woj. zachodniopomorskim, w powiecie świdwińskim, na obszarze gminy Rąbino oraz gminy Połczyn-Zdrój.
Dębogórze stanowi grzbiet wzniesień kemowych, posiadający bardzo zróżnicowaną rzeźbę terenu porośniętą lasem.
Przy północno-zachodnim podnóżu Dębogórza leży wieś Biała Góra. Ok. 1,5 km na wschód od wzniesienia płynie struga Bukowa.
Nazwę Dębogórze wprowadzono urzędowo w 1950 roku, zastępując poprzednią niemiecką nazwę Dohmgohren Berge.